# ANF Les Mureaux 170
Die ANF Les Mureaux 170, kurz Mureaux 170, war ein französisches Jagdflugzeug der 1930er Jahre, das über das Prototypenstadium nicht hinauskam.

## Geschichte
Die Mureaux 170C.1 entstand als Jagdeinsitzer mit der zu dieser Zeit populären Auslegung als Hochdecker mit Möwenflügel. Der als Mureaux 170.01 bezeichnete erste von insgesamt zwei Prototypen flog am 19. November 1932 erstmals und wurde noch im selben Monat auf dem Pariser Aérosalon öffentlich ausgestellt. Er wies einige moderne Merkmale wie die gewichtseinsparende Leichtbauweise unter Verwendung von Aluminium sowie auch als Landeklappen verwendbare Querruder auf. Trotzdem die Mureaux 170C.1 bei der Erprobung beeindruckende Flugleistungen wie eine Höchstgeschwindigkeit von fast 380 km/h erreichte, wurde kein Auftrag zur Serienproduktion erteilt. Auf ihrer Basis entstand 1935 die zweisitzige Mureaux 180C.2, die ebenfalls nur ein Prototyp blieb.

## Aufbau
Das einsitzige Jagdflugzeug war als verstrebter Hochdecker in Aluminium-Ganzmetallbauweise ausgelegt. Der in Schalenbauweise ausgeführte Rumpf mit elliptischen Querschnitt bestand aus vier Holmen mit Ω-Profil, Haupt- und Hilfsspanten und einer tragenden, durch Längsstringer versteifte Glattblechhülle. In seinem Inneren war der 315 Liter fassende, abwerfbar gestaltete Kraftstoffbehälter sowie der Behälter für den Schmierstoff untergebracht. Die mit Aluminiumblechen beplankte Tragfläche besaß zwei Holme mit I-Profil, die durch X-Stege verbunden und durch Gurte versteift waren. Die beiden Querruder von etwa drei Metern Länge waren ausgeglichen. In den Verkleidungen der Stützstrebenanschlüsse befanden sich die zwei elektrisch vorwärmbaren 7,5-mm-Maschinengewehre, die am Luftschraubenkreis vorbei feuerten und daher nicht synchronisiert waren. Die Mureaux 170C.1 besaß ein freitragendes Leitwerk mit unausgeglichenem Höhen- und Seitenruder. Es bestand aus einem blechbeplankten Metallgerüst. Die Haupträder des starren, zweigeteilten Heckradfahrwerks waren aerodynamisch verkleidet und besaßen Radbremsen.

## Technische Daten

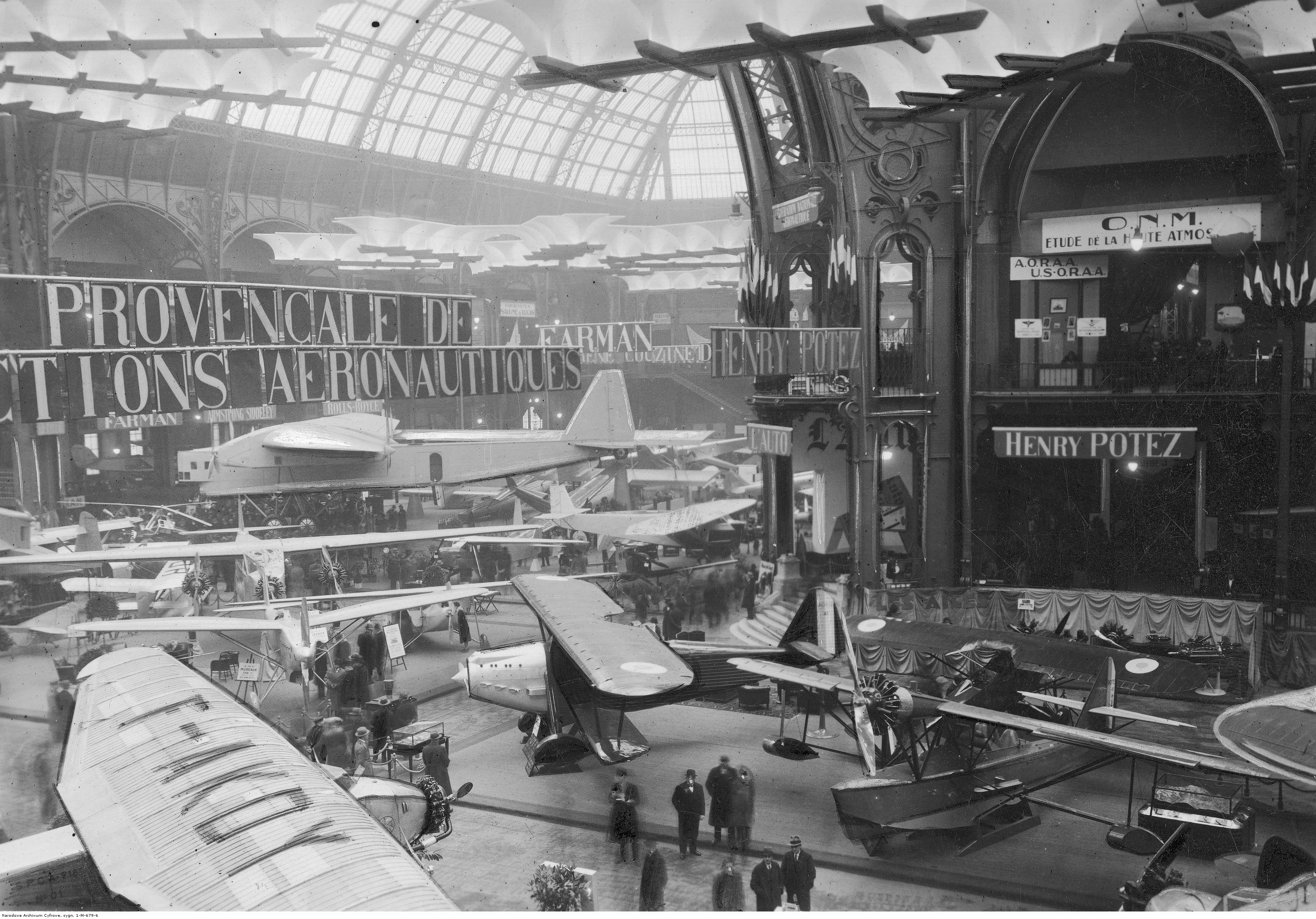
Die Mureaux 170C.1 auf dem Pariser Aérosalon 1932 (Mitte links)

| Kenngröße             | Daten                                                                                                |
| --------------------- | --- |
| Besatzung             | 1 |
| Spannweite            | 11,38 m                                                                                              |
| Länge                 | 7,9 m                                                                                                |
| Flügelfläche          | 19,56 m²                                                                                             |
| Flügelstreckung       | 6,1                                                                                                  |
| Flächenbelastung      | 83,3 kg/m²                                                                                           |
| Leistungsbelastung    | 3,3 kg/PS                                                                                            |
| Flächenleistung       | 25,6 PS/m²                                                                                           |
| Rüstmasse             | 1.195 kg                                                                                             |
| Zuladung              | 437 kg                                                                                               |
| Startmasse            | 1.632 kg                                                                                             |
| Antrieb               | ein wassergekühlter 12-Zylinder-V-Motor Hispano-Suiza 12Xbrs                                         |
| Leistung              | 500 PS (368 kW)                                                                                      |
| Kraftstoffvorrat      | 315 l                                                                                                |
| Schmierstoffvorrat    | 27 l                                                                                                 |
| Höchstgeschwindigkeit | 375 km/h in 4.000 m Höhe 370 km/h in 6.500 m Höhe                                                    |
| Landegeschwindigkeit  | 110 km/h                                                                                             |
| Steigzeit             | 2,2 min auf 1.000 m Höhe 8,4 min auf 5.000 m Höhe 11,6 min auf 6.500 m Höhe 23 min auf 10.000 m Höhe |
| Gipfelhöhe            | 11.000 m                                                                                             |
| Bewaffnung            | zwei starre 7,5-mm-MG Châtellerault                                                                  |